# Schwedische Badmintonmeisterschaft 1955
Die Schwedische Badmintonmeisterschaft 1955 fand in Ystad statt. Es war die 19. Austragung der nationalen Titelkämpfe im Badminton in Schweden.

## Titelträger
| Disziplin    | Sieger                          |
| ------------ | ------------------------------- |
| Herreneinzel | Leif Ekedahl Göteborgs BK       |
| Dameneinzel  | Berit Olsson MAI                |
| Herrendoppel | Nils Jonson Stellan Mohlin AIK  |
| Damendoppel  | Berit Olsson Amy Pettersson MAI |
| Mixed        | Knut Malmgren Elsy Killick MAI  |